# Chapter VI
Chapter VI è il quinto album della band svedese doom metal Candlemass, pubblicato il 25 maggio 1992 dalla Music For Nations.

## Tracce
1. The Dying Illusion – 5:52
2. Julie Laughs No More – 4:23
3. Where the Runes Still Speak – 8:42
4. The Ebony Throne – 4:25
5. Temple of the Dead – 7:11
6. Aftermath – 5:37
7. Black Eyes – 5:53
8. The End of Pain – 4:23

## Formazione
- Leif Edling - basso
- Thomas Vikström - voce
- Mats Björkman - chitarra
- Lars Johansson - chitarra
- Jan Lindh - batteria